# Chamobates sergienkae
Chamobates sergienkae är en kvalsterart som beskrevs av Shaldybina 1980. Chamobates sergienkae ingår i släktet Chamobates och familjen Chamobatidae. Inga underarter finns listade i Catalogue of Life.